# Northolt (stanice metra v Londýně)
Northolt je stanice metra v Londýně, otevřena roku 1907. Původní název zněl Northolt Halt. Nachází se na lince :
- Central Line (mezi stanicemi South Ruislip a Greenford)

| Rok  | Počet cestujících |
| ---- | ----------------- |
| 2011 | 4,28 mil          |
| 2012 | 4,42 mil          |
| 2013 | 4,61 mil          |
| 2014 | 4,99 mil          |